# Acronychia eungellensis
Acronychia eungellensis är en vinruteväxtart som beskrevs av T.G. Hartley & B.P.M. Hyland. Acronychia eungellensis ingår i släktet Acronychia och familjen vinruteväxter. Inga underarter finns listade i Catalogue of Life.